# Feature (archeologia)
Feature in archeologia e soprattutto nello scavo ha diversi significati. Un feature è un insieme di uno o più contesti rappresentanti alcune attività umane intrasportabili che hanno generalmente una configurazione verticale in relazione alla stratigrafia del sito.
Le features tendono ad essere intrusive o associate ai cuts. Ciò non è determinante, poiché le superfici possono essere riferite come caratteristiche di un edificio e come strutture free standing, che non hanno nessuna parte della costruzione che ne mostri l'evidenza. I Midden (depositi di detriti) sono anche riferiti come delle feature causate dai loro confini distinti.  Questo si è visto in confronto agli ammassi di livellamento, i quali si estendono oltre una porzione sostanziale di un sito. Il concetto di feature è, in un certo grado, indistinto, poiché esso cambierà in base alla misura dello scavo.